# Домажир (село)
Домажир — село в Ивано-Франковской поселковой общине Яворовского района Львовской области Украины. Расстояние от села до Яворова — 38 километров.
В 70-х годах XX в. здесь был построен крупный птицекомплекс на 500 тыс. голов птицы.

## История
Впервые село упоминается в летописи под 1240 г. Рядом с селом найдены остатки поселения первых веков нашей эры.
Название «Домажир», возможно, производное от слова «жир», которое у славян означало еще и «богатство». Отсюда и дошел до нас глагол «жировать», то есть жить зажиточно. Кроме того, в летописях упоминается галицкий боярин Домажир.
В селе Домажир жила и работала первый во Львовской области Герой Социалистического Труда Ф. М. Безуглая.

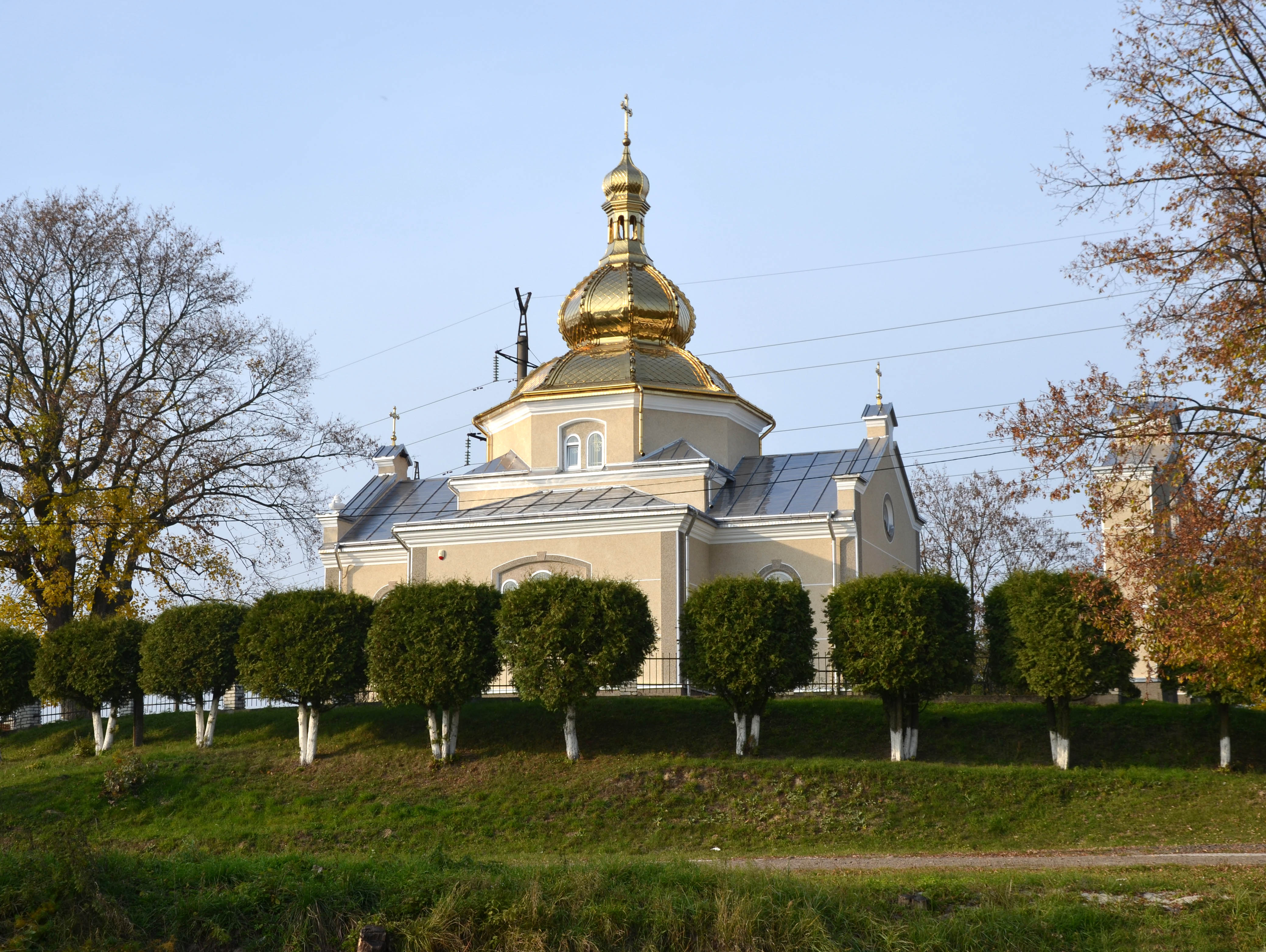

## Достопримечательности
В Домажире находится памятник архитектуры — церковь Собора Пресвятой Богородицы, 1866 г.